# 行船公園

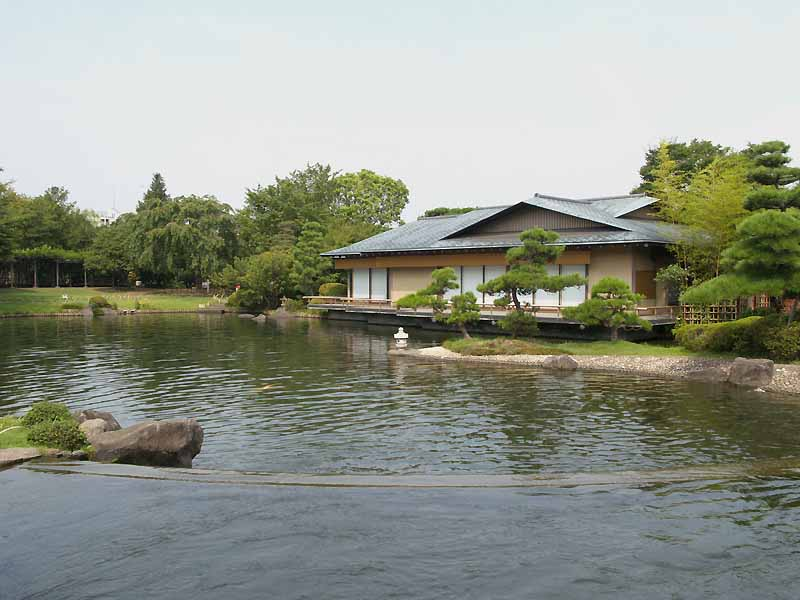
江戸川区行船公園の平成庭園「源心庵」

行船公園（ぎょうせんこうえん）は、東京都江戸川区北葛西にある江戸川区立の公園である。

## 歴史
当公園は1933年に地元の住民であった当時の東京府会議員の田中源により公園用地として当時の東京市に寄付されたものである。「行船」の名は田中源の屋号にちなんでいる。
戦後、1950年に江戸川区に移管され1983年に無料で動物に触れられる江戸川区自然動物園が園内にオープンし、1989年には公園の北側が整備され池を伴った和風庭園の「平成庭園」と数奇屋造りの「源心庵」が新たにオープンした。「源心庵」は地元の人などに集会や茶会、句会などに利用されている。休日・平日問わず、周辺の住民を中心に多くの人に利用されている公園である。

## 主な施設・文化財
- 平成庭園
  - 「徳川家光公献上」燈籠

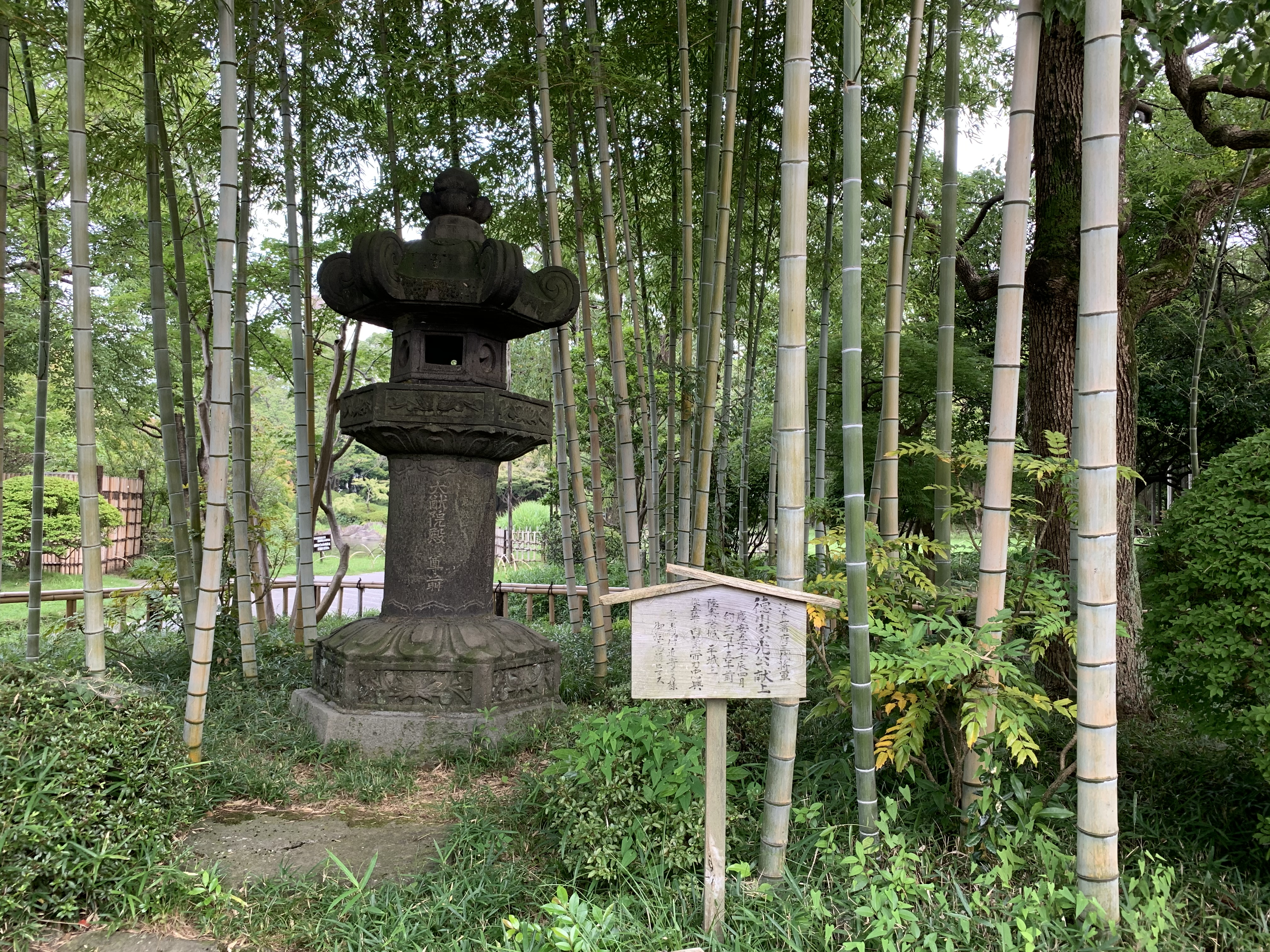
徳川家光公献上灯篭

- 源心庵（地元の人の句会や茶会などに利用されている。）
- 遊具
- つり池
- 噴水
- 田中源翁像
- 石田波郷の句碑
- 江戸川区自然動物園（詳細は当該項目を参照）

面積:29,752m2

## 近隣施設
- 宇喜田公園（隣接）

## アクセスなど
- 地下鉄東西線西葛西駅より徒歩約10分。他に、西葛西駅や、都営新宿線・船堀駅よりバス（都バス 新小21系統）北葛西二丁目または宇喜田下車すぐ。
- 都営新宿線船堀駅より徒歩約20分。
- 開園時間:常時開園。ただし「源心庵」は午前9時より午後9時まで 園内の自然動物園は月曜日が定休日
- 駐車場:あり。(有料)
- 料金など：自然動物園を含め入園料は無料。ただし「源心庵」の利用は有料で予約が必要なので、詳細は公園事務所に問い合わせの事。